# Onthophagus babirussa
Onthophagus babirussa är en skalbaggsart som beskrevs av Johann Friedrich von Eschscholtz 1822. Onthophagus babirussa ingår i släktet Onthophagus och familjen bladhorningar. Inga underarter finns listade i Catalogue of Life.